# Artiomovsk
Ne pas confondre avec Bakhmout, ville ukrainienne s'étant appelée Artiomovsk.
Artiomovsk (en russe : Артёмовск) est une ville du kraï de Krasnoïarsk, en Russie. Elle fait partie du raïon Kouraguinski. Sa population s'élevait à 1 970 habitants en 2013.

## Géographie
Artiomovsk est située à 148 km au nord-est d'Abakan, à 188 km au sud de Krasnoïarsk et à 3 465 km à l'est de Moscou.

## Histoire
Artiomovsk a été fondée en 1700 sous le nom d'Olkhovka (Ольховка). En 1835, elle était connue comme ville minière d'Olkhovski (Ольховский). Elle accéda au statut de commune urbaine en 1931 puis à celui de ville en 1939.
Le 9 janvier 1942, a eu lieu à Artiomovsk un massacre de population en grande partie juive. 3 000 personnes ont été emmurées vivantes par les forces d'occupation allemandes dans une cavité de la mine de gypse locale. Plus tard, le nom de Babi Yar de Bakhmout ou Babi Yar d'Artiomovsk lui a été donné en souvenir du Massacre de Babi Yar à Kiev datant de septembre 1941.

## Population
Recensements (*) ou estimations de la population
| 1959*  | 1970*  | 1979* | 1989* |
| ------ | ------ | ----- | ----- |
| 13 073 | 10 485 | 9 988 | 4 621 |

| 2002* | 2010* | 2012  | 2013  |
| ----- | ----- | ----- | ----- |
| 2 929 | 2 179 | 2 051 | 1 970 |